# ビオレータ・パラ
- ビオレータ・パーラ

ビオレータ・デル・カルメン・パラ・サンドバル（Violeta del Carmen Parra Sandoval, 1917年10月14日 - 1967年2月5日）は、チリのフォルクローレの音楽家であり、歌を通じた社会変革を目指したヌエバ・カンシオン（新しい歌）運動の先駆者であった。

## 人物
チリ中部のチヤン近郊で生まれた。父親は小学校の音楽教師だったが、急進党党員であったため、政治的弾圧によって失職し、ビオレータが小学生の頃、結核で亡くなった。一家は極貧生活に陥り、ビオレータは、姉のイルダ・パラとデュオで、食堂や酒場で歌い、生活費と食料を稼いだ。1932年に兄を頼って首都サンティアゴに出て、1936年鉄道員のルイス・セルセダと結婚、娘イサベルと息子アンヘルが生まれた。しかし、セルセダは共産党員であったらしいが、ビオレータが家庭の主婦であることを望み演奏活動を行うことを嫌ったため、1948年に離婚した。このころ、RCAビクターよりイルダとのデュオでレコードを出し、ラジオにも初めて出演した。
1949年に家具職人でテノール歌手でもあったルイス・アルセと再婚し、娘カルメン・ルイサとロシータ・クララが生まれる。しかし1954年、生後9ヶ月のロシータ・クララをおいて演奏活動のためポーランド、ついでフランスに渡る。この海外公演と、その間にロシータ・クララが亡くなったことがきっかけでルイス・アルセと離婚。その後チリを代表するフォルクローレの音楽家として、次々と作品を発表し、外国公演も行うが、興行的には失敗も多く、きわめて貧しい生活が続いた。1960年頃、後にボリビアの伝説的フォルクローレ・グループ「ロス・ハイラス」のケーナ奏者として活躍するスイス人の音楽家ヒルベルト・ファブレと知り合い、正式には結婚していないものの一時は同居していた。
しかし、1966年ファブレはボリビアへと去り、ビオレータはその年に最後のLPレコードを録音した後、1967年拳銃で自殺を遂げた。彼女が応援し続けた社会主義者サルバドール・アジェンデが大統領に当選したのは、その3年後のことであった。娘イサベル・パラと息子アンヘル・パラも音楽家であり、アンヘル・パラは1990年代に来日公演を行ったことがある。

## 主な曲
- 人生よありがとう Gracias a la vida
- 17歳に戻れたら Volver a los 17
- 天使のリン Rin del angelito
- 何という心の痛み Que pena siente el alma
- ルンルンは北に去った Run Run se fue p'al norte
- 手紙 La carta

など

## ディスコグラフィー

### スタジオ・アルバム
- Chants et danses du chili  Vol. 1 (1956)
- Chants et danses du chili. Vol. 2 (1956)
- Violeta Parra, Canto y guitarra. El Folklore de Chile, Vol. I (1956)
- Violeta Parra, acompañada de guitarra. El Folklore de Chile, Vol. II (1958)
- La cueca presentada por Violeta Parra: El Folklore de Chile, Vol. III. (1958)
- La tonada presentada por Violeta Parra: El Folklore de Chile, Vol. IV. (1958)
- Toda Violeta Parra: El Folklore de Chile, Vol. VIII (1960)
- Violeta Parra, guitare et chant: Chants et danses du Chili. (1963)
- Recordandeo a Chile (Una Chilena en París). (1965)
- Carpa de la Reina (1966)
- Las últimas composiciones de Violeta Parra (1967)

### 没後に発表された作品
- Violeta Parra y sus canciones reencontradas en París (1971)
- Canciones de Violeta Parra (1971)
- Le Chili de Violeta Parra (1974)
- Un río de sangre (1975)
- Presente / Ausente (1975) - 再発盤: Cantos de Chile (チリ民謡集)
- Décimas (1976)
- Chants & rythmes du Chili  (1991)
- El hombre con su razón (1992)
- Décimas y Centésimas (1993)
- El folklore y la pasión (1994)
- Haciendo Historia: La jardinera y su canto (1997)
- Violeta Parra: Antología (1998)
- Canciones reencontradas en París (1999)
- Composiciones para guitarra (1999)
- Violeta Parra - En Ginebra, En Vivo, 1965 (1999)
- Violeta Parra: Cantos Campesinos (1999)

## 文献
- 「歌っておくれ、ビオレッタ　証言で綴るチリ・フォルクローレ歌手の生涯」　Bシュベルカソー・ロンドーニョ編著・平井征夫・首藤順子訳　新泉社1988年
- 「人生よありがとう～十行詩による自伝」　ビオレタ・パラ著　水野るり子訳　現代企画室　1988年